# Dewar Cup
| Plaats van handeling \| Wales \| Aberavon \| 1968–1973 \| \| Wales \| Cardiff \| 1974 \| \| Schotland \| Perth \| 1968–1969 \| \| Schotland \| Edinburgh \| 1970–1974 \| \| Engeland \| Stalybridge \| 1968–1970 \| \| Engeland \| Billingham \| 1971–1973 \| \| Engeland \| Torquay \| 1968–1972 \| \| eindstation \| Londen \| 1968–1976 \| |             |           |
| Wales | Aberavon    | 1968–1973 |
| Wales | Cardiff     | 1974      |
| Schotland | Perth       | 1968–1969 |
| Schotland | Edinburgh   | 1970–1974 |
| Engeland | Stalybridge | 1968–1970 |
| Engeland | Billingham  | 1971–1973 |
| Engeland | Torquay     | 1968–1972 |
| eindstation | Londen      | 1968–1976 |

De Dewar Cup was een reeks tennistoernooien, oorspronkelijk alleen voor vrouwen, die van 1968 tot en met 1976 plaatsvond in verscheidene plaatsen binnen het Verenigd Koninkrijk. Deze reeks werd steeds gespeeld in enkele opeenvolgende weken in oktober en november, op binnenbanen met tapijt als ondergrond. Ieder jaar werd de laatste etappe van deze reeks, de Dewar Cup Final, gespeeld in de Engelse hoofdstad Londen. Door een puntenklassement over de voorafgaande etappes werd bepaald welke speelsters zich kwalificeerden voor dat eindtoernooi. In ieder van deze voorlooptoernooien kreeg de winnares 4 punten, de verliezend finaliste 3 punten, de halvefinalistes 2 punten en de kwartfinalistes 1 punt.
Los van elkaar (in verschillende weken) werd zowel door vrouwen als door mannen gestreden om de Dewar Cup, ter beschikking gesteld door John Dewar, directeur van John Dewar & Sons (distilleerderij van whisky). Het mannentoernooi startte pas in 1972. Dat is tevens het eerste jaar dat er in de archieven sprake is van een prijzengeld, ook bij de vrouwen.
Tot en met 1972 bestond de reeks steeds uit vijf toernooien (vier voorlooptoernooien plus het eindtoernooi). Maar vanaf 1973 kwam de klad erin, en werd de reeks steeds korter, tot het in 1975 was gereduceerd tot niet meer dan dat ene (eind)toernooi in Londen. Na de 1976-editie werd de Dewar Cup niet gecontinueerd.
| locatie | 1968   | 1969   | 1970   | 1971   | 1972   | 1973   | 1974   | 1975   | 1976  |
| --- | ------ | ------ | ------ | ------ | ------ | ------ | ------ | ------ | ----- |
| Stalybridge | 14 okt |        |        |        |        |        |        |        |       |
| Perth | 22 okt | 14 okt |        |        |        |        |        |        |       |
| Aberavon |        |        |        |        |        | 22 okt |        |        |       |
| Edinburgh |        |        | 13 okt | 12 okt |        | 30 okt |        |        |       |
| Stalybridge† |        | 21 okt | 20 okt |        |        |        |        |        |       |
| Billingham |        |        |        | 19 okt | 17 okt | 6 nov  |        |        |       |
| Cardiff |        |        |        |        |        |        | 28 okt |        |       |
| Edinburgh† |        |        |        |        | 24 okt |        | 4 nov  |        |       |
| Aberavon† | 28 okt | 28 okt | 27 okt | 2 nov  | 31 okt |        |        |        |       |
| Torquay | 4 nov  | 3 nov  | 2 nov  | 8 nov  | 6 nov  |        |        |        |       |
| Londen | 21 nov | 13 nov | 12 nov | 18 nov | 16 nov | 12 nov | 11 nov | 10 nov | 1 nov |
| † Om ieder jaarprogramma per kolom in datumvolgorde te kunnen tonen, zijn sommige pleisterplaatsen tweemaal in de tabel opgenomen. |        |        |        |        |        |        |        |        |       |